# (21222) 1995 BT
1995 بي تي (ويعرف أيضًا باسم (21222) 1995 بي تي وفق تسمية الكوكب الصغير) (بالإنجليزية: 1995 BT)‏ هو كويكب ضمن حزام الكويكبات؛ وترتيبه 21222 من حيث الاكتشاف.
اكتُشف هذا الجُرم الفلكي بواسطة تاكاو كوباياشي في 23 يناير 1995.

## وصلات خارجية
- (21222) 1995 BT في قاعدة بيانات مختبر الدفع النفاث لأجرام النظام الشمسي الصغيرة

- الاكتشاف · مخطط المدار ·  العناصر المدارية · المعلمات المادية

- (21222) 1995 BT على موقع ويكي سكاي: DSS2, SDSS, GALEX, IRAS, Hydrogen α, X-Ray, Astrophoto, Sky Map, Articles and images